# Saint-Pierre-Brouck
Saint-Pierre-Brouck é uma comuna francesa na região administrativa de Altos da França, no departamento do Norte. Estende-se por uma área de 8.86 km². Em 2010 a comuna tinha 1 009 habitantes (densidade: 113,9 hab./km²).